# Steve Mesler
Steven Michael (Steve) Mesler (Buffalo (New York), 27 augustus 1978) is een Amerikaans voormalig bobsleeremmer. 
Mesler Nam twee keer deel aan de Olympische Winterspelen en won als remmer van Steven Holcomb olympisch goud in Vancouver en in 2009 de wereldtitel.

## Resultaten
- Olympische Winterspelen 2006 in Turijn 7e de viermansbob
- Wereldkampioenschappen bobsleeën 2007 in Sankt Moritz 4e in de viermansbob
- Wereldkampioenschappen bobsleeën 2008 in Altenberg 6e in de tweemansbob
- Wereldkampioenschappen bobsleeën 2009 in Lake Placid  in de viermansbob
- Olympische Winterspelen 2010 in Vancouver  in de viermansbob

1924: Scherrer / Neveu / A.Schläppi / H.Schläppi ·
1928: Fiske / Tucker / Mason / Gray / Parke ·
1932: Fiske / Eagan / Gray / O'Brien ·
1936: Musy / Gartmann / Bouvier / Beerli ·
1948: Tyler / Martin / Rimkus / D'Amico ·
1952: Ostler / Kuhn / Nieberl / Kemser ·
1956: Kapus / Diener / Alt / Angst ·
1964: V.Emery / Kirby / Anakin / J.Emery ·
1968: Monti / De Paolis / Zandonella / Armano ·
1972: Wicki / Leutenegger / Camichel / Hubacher ·
1976: Nehmer / Babock / Germeshausen / Lehmann ·
1980: Nehmer / Musiol / Germeshausen / Gerhardt ·
1984: Hoppe / Wetzig / Schauerhammer / Kirchner ·
1988: Fasser / Meier / Fässler / Stocker ·
1992: Appelt / Schroll / Winkler / Haidacher ·
1994: Czudaj / Brannasch / Hampel / Szelig ·
1998: Langen / Zimmermann / Jakobs / Hampel ·
2002: Lange / Kühn / Kuske / Embach ·
2006: Lange / Hoppe / Kuske / Putze ·
2010: Holcomb / Mesler / Tomasevicz / Olsen ·
2014: Melbārdis / Dreiškens / Vilkaste / Strenga  ·
2018: Friedrich / Bauer / Grothkopp / Margis   ·
2022: Friedrich / Margis / Bauer / Schüller